# Часар, Дьёрдь
Дьёрдь Часар (венг. Császár György, настоящее имя Георг Кайзер, нем. Georg Kaiser; 2 ноября 1813 — 20 августа 1850, Пешт) — венгерский скрипач и композитор австрийского происхождения.
В 1838 году по приглашению Ференца Эркеля прибыл в Будапешт как концертмейстер Национального театра, вскоре стал выполнять также и обязанности капельмейстера.
В 1848 году на сцене Национального театра была поставлена опера «Половцы» (венг. A kunok; либретто Франца Кирхленера) — одна из первых венгерских национальных опер, — выдержавшая 107 представлений (была возобновлена в 1902 году, но снята из репертуара после нескольких спектаклей). В 1850 увидела свет вторая опера Часара «Эржебет Моржинаи» (венг. Morsinai Erzsébet), сочувственно встреченная критикой, но не удержавшаяся в репертуаре.